# Анна Эриксдоттер
Анна Эриксдоттер (швед. Anna Eriksdotter) или Анна Эрсдоттер (швед. Anna Ersdotter), также известная по прозвищу Сотпакан (швед. Sotpackan, «Саженная ведьма»; 1624 год ― 15 июня 1704 года) ― шведка, при жизни объявленная ведьмой. Была последним человеком, казнённым за колдовство в Швеции. 

## Происхождение
По слухам, Анна Эриксдоттер практиковала ворожбу в течение десятилетий до того, как она была предана суду. Происходила родом из Болльнеса. Примерно в 1680 году она переехала в деревню Скомакарбакен вместе со своим мужем, который был солдатом. 
Среди односельчан она быстро обрела известность за своё умение лечить телесные раны и необычайную способность ладить с животными. Они дали ей прозвище «Sotpackan» ― «Саженная ведьма». Ходили слухи, что она заключила сделку с сатаной. Какое-то время она прислуживала деревенскому викарию, но тот прогнал её, когда узнал об этих сплетнях. 
Однажды утром, когда этот викарий шёл в церковь на проповедь, он увидел, что на протяжении всей дороги к церкви были посажены некие семена. Когда он добрался до церкви, то потерял дар речи.

## Суд
В 1704 году Анна Эриксдоттер была арестована и заключена в тюрьму в Эскильстуне по заявлению Нильса Йонссона. Он обвинял её в том, что она магическим путём вызвала у него слепоту, немоту и глухоту. Её мотив, по его словам, заключался в том, что Нильс однажды отказался дать ей табак. Затем она попросила его дать ей колбасу, кусок пирога и шерсть, которые он ей вручил и затем пошёл домой. Некоторое время спустя, когда он стоял и разговаривал с вдовствующей Карин, он внезапно почувствовал дуновение воздуха, коснувшееся его щеки и будто бы парализовавшее его лицо. Он утверждал, что из его правого уха вышла вода, а рот искривился. Анну подозревали в том, что она наложила на него заклинание. Её вызвали и попросили снять проклятие, с которым она «согласилась», и тогда он почувствовал себя лучше. Свидетели утверждали, что Нильс говорил правду. 

## Приговор
Сама Анна охотно подтвердила всю эту историю. Она утверждала, что использовала несколько заклинаний, потому что Нильс Йонссон поступил по отношению к ней «довольно отвратительно». Она также призналась, что прокляла викария, мстя за то, что тот уволил её. Она утверждала, что служила сатане с детства, когда она призвала волков для нападения на соседских овец. Анна также говорила, что когда она ещё была девочкой, её мать летала вместе с ней через дымовую трубу в Блокулу, предварительно смазав кусок телятины мазью. 
Местный суд признал её виновной в колдовстве и приговорил к смертной казни. Высокий суд отменил смертный приговор. Тем не менее монарх, который имел полномочия утвердить или отменить любое решение суда, утвердил смертный приговор, несмотря на рекомендацию Высокого суда избавить от смертного приговора, потому что она была нездоровой старухой, «полной сумасшедших фантазий». Добавлялось, что она раскаивалась в совершенных деяниях и была «очень искренна в своих молитвах и призывах к Господу».

## Исполнение приговора
Анна Эриксдоттер была казнена в Эскильстуне путём обезглавливания 15 июня 1704 года. Она стала последним человеком, казнённым за колдовство в Швеции. Её дело было практически единичным; вообще очень немногие люди были обвинены в колдовстве в Швеции после казни Малин Мацдоттер в 1676 году. Однако после Анны был ещё один случай, когда людей признавали виновными в колдовстве, хотя смертный приговор и не был назначен. В 1720 году девушка из деревни Седра-Нью-Соккен, Вермланд, обвинила одиннадцать женщин в похищении своих детей сатаной, а в 1724 году эти обвиняемые были приговорены к битью кнутом: это был последний случай, когда кого-либо признавали виновным в колдовстве в Швеции. 
В 1757 году в приходе Эл в Даларне разразилась очередная охота на ведьм: тринадцать женщин и пять мужчин были обвинены в похищении детей сатаной. Губернатор Пер Экман разрешил арестовать, допросить и подвергнуть пыткам обвиняемых. Это преступление рассматривалось местными властями и церковью, но когда история стала известна всей стране, разразился скандал: парламент провёл расследование, все обвиняемые были освобождены и получили компенсацию от имени Катрин Шарлотты де ла Гарди. Губернатор Экман, который дал ход делу и допустил пытки, был приговорён к тюремному заключению и лишён должности. Формально закон, предусматривавший наказание за колдовство, оставался в силе до 1779 года.